# Lešnjak
Lešnjak je priimek več znanih Slovencev:

## Znani nosilci priimka
- Aleš Lešnjak (*1969), hokejist
- Andrej Lešnjak, podjetnik
- Borut Lešnjak (*1969), hokejist
- Boštjan Lešnjak (*1972), hokejist
- Gojmir Lešnjak - Gojc (*1959), igralec, satirik, režiser, kulturni menedžer
- Gorazd Lešnjak (*1953), matematik, univ. prof.
- Marija Lešnjak, farmacevtka
- Pavel Lešnjak - Pip (1923-1999), aktivist NOB (Lj/Bežigrad)